# Anna K
Ганна Коломоєць, також відома як Anna K (нар. 20 листопада 1995) — українська дизайнерка одягу.

## Біографія
Ганна Коломоєць народилася 20 листопада 1995 року у Кременчуці. Закінчила там середню художню школу, після чого вступила до коледжу Київського національного університету технологій та дизайну. У 14 років розпочала модельну кар'єру та з'явилася на обкладинці журналу «ТОП 10».
У 2012 році у віці 16 років Ганна представила свою першу колекцію на малому подіумі тижня моди Mercedes-Benz Kiev Fashion Days. У лютому 2013 року Anna K вперше представила свою колекцію на тижні моди у Лондоні в рамках платформи Fashion Scout. У тому ж сезоні вона представила свою колекцію на великому подіумі Mercedes-Benz Kiev Fashion Days, яка була відзначена fashion-редактором Vogue Italy Єлєною Бара.
У жовтні 2013 року бренд Anna K став переможцем конкурсу для дизайнерів-початківців Design It. Надихнувшись статтею міжнародного редактора Vogue Сьюзі Менкес «The Circus of Fashion», Ганна у січні 2014 року представила на виставці Pitti Immagine W у  Флоренції серію футболок Fashion Circus. Після показу колекцію замовили європейські концепт-стори Luisa Via Roma і Colette. За 2014 рік було продано більше 3000 футболок.
У січні 2015 року Anna K представила капсульну колекцію футболок і світшотів, створену спільно з французьким брендом Les (Art) Ists. У лютому Anna K представила колекцію «The Little Match Girl», натхненну казкою Ганса Крістіана Андерсена «Дівчинка з сірниками». На даний момент колекції Anna K представлені в 40 магазинах в 25 країнах.